# Molho Lizano

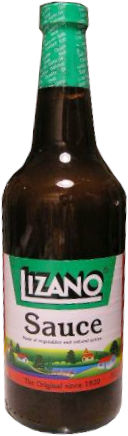
Garrafa pequena de Salsa Lizano

Salsa Lizano, em português Molho Lizano (Salsa em espanhol significa molho), é um condimento Costa-riquenho, similar ao molho Worcestershire, mas adaptado ao gosto costa-riquense. A sua origem remonta a 1920, com o inicio da sua produção pela Lizano Company, agora parte da Unilever.

## Descrição e Ingredientes
É um liquido aquoso, fino, de cor café, com um sabor entre o ácido e o doce, e com um forte odor a especiarias. É constituído por água, açúcar, sal, vegetais (cenoura, cebolas, couve-flor e pepinos), especiarias (pimenta-preta e cominho, pimenta, mostarda e açafrão-da-índia. É utilizado frequentemente na cozinha costa-riquenha, tanto na preparação de pratos (como no gallo pinto), como directamente sobre a comida (caso dos tamales), um pouco como o ketchup nos outros países. É também muito utilizado em diversos pratos e ingredientes como ovos, arroz, feijão, queijo, caril e marinada para carnes.

## História
A marca Lizano foi criada em 1920, por Don Próspero Lizano, na Costa-Rica, nasceu com o Encurtido Lizano (salmoura) e posteriormente com a Salsa Lizano, de seguida saiu para o mercado o Chile Tabasco Lizano, e em 1988 foi lançada a primeira campanha comercial da marca, sobre a maionese Lizano, e em 1994 deu-se uma expansão da linha de produtos da marca, com o lançamento de quatro novos produtos: molho china, molho inglês tipo Worcestershire e molho de soja.

### Inovações
Em 2009, a Salsa Lizano renovou a sua imagem, com novo design e campanha. Também se deu na Costa Rica o lançamento do novo molho Salsa Lizano Suave, com 25% menos sal e com uma sabor mais leve, mas características de Lizano.
1. ↑  Madri, Laura (13 de fevereiro de 2013). «La Nacion»